# Székely labdarúgó-válogatott
A székely labdarúgó-válogatott egy 2014-ben, Budapesten alakult sportszervezet csapata, amelynek Székelyföldi Labdarúgó Egyesület a neve. 2014 januárban felvették az NF-Tanácsba. Az NF-Tanács (angolul: New Federation-Board, franciául: Nouvelle Fédération-Board) egy 2003. december 12-én alakult sportszervezet, melynek célja, hogy minden olyan labdarúgó-válogatott számára nemzetközi szereplést biztosítson, amely etnikai, földrajzi vagy politikai helyzete miatt nem lehet a Nemzetközi Labdarúgó-szövetség (FIFA) tagja.

## Története
2014-ben válogató mérkőzést játszott Sepsiszentgyörgyön Kovászna és Hargita megye labdarúgócsapata, majd Székelyudvarhelyen Maros és Hargita megyék legjobbjai csaptak össze. A két lejátszott mérkőzés után hirdetett keretet Jakab Zoltán, Székelyföld válogatottjának szövetségi kapitánya, a kiválasztott játékosok utaznak Debrecenbe, az első hivatalos mérkőzésre, melyet 2014. július 12-én játszanak a Debreceni VSC csapata ellen.

## Mérkőzései

### Legutóbbi 5 mérkőzés
(Az eredmények mindig a Székely labdarúgó-válogatott szempontjából szerepelnek.)
| Jelmagyarázat                                                 |
| ------------------------------------------------------------- |
| A Székely labdarúgó-válogatott győzelmével végződött mérkőzés |
| Döntetlennel végződött mérkőzés                               |
| A Székely labdarúgó-válogatott vereségével végződött mérkőzés |
| (o) – otthon lejátszott mérkőzés                              |
| (i) – idegenben lejátszott mérkőzés                           |
| (s) – semleges helyszínen lejátszott mérkőzés                 |

| Dátum           | Helyszín  | Stadion                     | Ellenfél            | Eredmény | Kiírás                              | Gólszerzők                                                                               |
| --------------- | --------- | --------------------------- | ------------------- | -------- | ----------------------------------- | ---------------------------------------------------------------------------------------- |
| 2019. június 2. | Martakert | Vigen Shirinyan Stadion (s) | Padánia             | 0–4      | CONIFA Euro 2019, csoportmérkőzés   | Tignosini (7.), Corno (53., 78.), Rota (61.)                                             |
| 2019. június 3. | Askeran   | Askeran City Stadion (s)    | Nyugat-Örményország | 0-5      | CONIFA Euro 2019, csoportmérkőzés   | Badoyan (7.), Hovsepyan (52., büntető), Bakalyan (70.), Minasyan (81.), Aslanyan (90+1.) |
| 2019. június 4. | Askeran   | Askeran City Stadion (s)    | Dél-Oszétia         | 2-2      | CONIFA Euro 2019, csoportmérkőzés   | Gurtiev (72., 84.), ill. Vékás B. (52.), Kovács B. (82.)                                 |
| 2019. június 6. | Martuni   | Avakyan Aréna (s)           | Artsakh             | 1-2      | CONIFA Euro 2019, Helyosztó, 1. kör | Sargsyan (76., büntető), Danielyan (90+4.), ill. Vékás B. (62.)                          |
| 2019. június 8. | Askeran   | Askeran City Stadion (s)    | Lappföld            | 2-3      | CONIFA Euro 2019, Helyosztó, 2. kör | Zakrisson (17.), Laitila (19., 75.), ill. Bálint R. (34.) Kovács Á. (55., büntető)       |

## Nemzetközi eredmények

### ConIFA labdarúgó-világbajnokság
| Év        | Helyezés                              | M                                     | Gy                                    | D                                     | V                                     | RG                                    | KG                                    |
| --------- | ------------------------------------- | ------------------------------------- | ------------------------------------- | ------------------------------------- | ------------------------------------- | ------------------------------------- | ------------------------------------- |
| 2014      | Nem jutott ki.                        | Nem jutott ki.                        | Nem jutott ki.                        | Nem jutott ki.                        | Nem jutott ki.                        | Nem jutott ki.                        | Nem jutott ki.                        |
| 2016      | 9. hely                               | 4                                     | 2                                     | 0                                     | 2                                     | 17                                    | 7                                     |
| 2018      | 4. hely                               | 6                                     | 3                                     | 1                                     | 2                                     | 16                                    | 7                                     |
| 2020      | Törölték a koronavírus-járvány miatt. | Törölték a koronavírus-járvány miatt. | Törölték a koronavírus-járvány miatt. | Törölték a koronavírus-járvány miatt. | Törölték a koronavírus-járvány miatt. | Törölték a koronavírus-járvány miatt. | Törölték a koronavírus-járvány miatt. |
| 2022      | Kijutott.                             |                                       |                                       |                                       |                                       |                                       |                                       |
| Összesen: | -                                     | 10                                    | 5                                     | 1                                     | 4                                     | 33                                    | 14                                    |

### ConIFA labdarúgó-Európa-bajnokság
| Év        | Helyezés                  | M                         | Gy                        | D                         | V                         | RG                        | KG                        |
| --------- | ------------------------- | ------------------------- | ------------------------- | ------------------------- | ------------------------- | ------------------------- | ------------------------- |
| 2015      | 6. hely                   | 3                         | 0                         | 0                         | 3                         | 5                         | 10                        |
| 2017      | 3. hely                   | 5                         | 2                         | 1                         | 2                         | 9                         | 7                         |
| 2019      | 8. hely                   | 5                         | 0                         | 1                         | 4                         | 5                         | 16                        |
| 2021      | Nem került megrendezésre. | Nem került megrendezésre. | Nem került megrendezésre. | Nem került megrendezésre. | Nem került megrendezésre. | Nem került megrendezésre. | Nem került megrendezésre. |
| 2023      |                           |                           |                           |                           |                           |                           |                           |
| Összesen: | -                         | 13                        | 2                         | 2                         | 9                         | 19                        | 33                        |

### Magyar Örökség Kupa
| Év        | Helyezés | M | Gy | D | V | RG | KG |
| --------- | -------- | - | -- | - | - | -- | -- |
| 2016      | 4. hely  | 2 | 0  | 1 | 1 | 3  | 5  |
| Összesen: | -        | 2 | 0  | 1 | 1 | 3  | 5  |

## Játékosok

### Jelenlegi keret
Utoljára frissítve: 2022. július 26-án.
| Msz | Poszt | Név                   | Születési dátum      | Vál. | Gól | Klub                                                                               |
| --- | ----- | --------------------- | -------------------- | ---- | --- | ---------------------------------------------------------------------------------- |
|     | GK    | Mihok Levente         | 1982. május 27.      | 0    | 0   | ACS Olimpic Cetate Râșnov                                                          |
| 12  | GK    | Farkas Róbert Attila  | 1999. március 22.    | 0    | 0   | [[Fájl:Flag of Sablon:Zászló/Felvidék.svg\|22px\|keret\|class=noviewer\|Felvidék]] |
| 2   | DF    | Ghinea Hunor          | 1999. február 24.    | 0    | 0   | Kézdivásárhelyi SE                                                                 |
| 3   | DF    | Oprea Robert          | 1988. június 10.     | 4    | 0   | SK Nyárádszered                                                                    |
| 4   | DF    | Lazar Norbert         | 1989. április 27.    | 0    | 0   | Baróti VSC                                                                         |
| 14  | DF    | Rózsa Árpád           | 1989. június 18.     | 15   | 0   | klub nélkül                                                                        |
| 15  | DF    | Benkő-Bíró Norbert    | 1992. október 8.     | 14   | 1   | Salgótarjáni BTC                                                                   |
| 5   | MF    | Hadnagy István        | 1996. szeptember 19. | 4    | 1   | Malomfalvi Fiatalság                                                               |
| 6   | MF    | Albu Norbert-Cristian | 1996. november 1.    | 0    | 0   | Kézdivásárhelyi SE                                                                 |
| 7   | MF    | Vékás Barna           | 1994. augusztus 12.  | 6    | 5   | Székelyudvarhelyi FC                                                               |
| 8   | MF    | Dézsi Csaba           | 1989. december 13.   | 4    | 0   | Székelyudvarhelyi FC                                                               |
| 10  | MF    | Peter Mozes           | 1984. december 30.   | 8    | 2   | Székelyudvarhelyi FC                                                               |
| 16  | MF    | Előd Tankó            | 1995. július 13.     | 0    | 0   | Székelyudvarhelyi FC                                                               |
| 18  | MF    | Gazda József          | 1982. október 26.    | 14   | 0   | Kézdivásárhelyi SE                                                                 |
| 19  | MF    | Kovács Botond         | 1996. szeptember 10. | 0    | 0   | Szolnoki MÁV FC                                                                    |
| 20  | MF    | Gall Attila           | 1996. június 2.      | 0    | 0   | Kézdivásárhelyi SE                                                                 |
| 21  | MF    | Gajdo Gothard         | 1991. július 17.     | 0    | 0   | Kézdivásárhelyi SE                                                                 |
| 9   | FW    | Kovács Ákos           | 1983. március 22.    | 8    | 1   | Székelyudvarhelyi FC                                                               |
| 11  | FW    | Magyari Szilárd       | 1998. május 20.      | 9    | 6   | FK Csíkszereda                                                                     |
| 13  | FW    | Lazar Attila          | 1989. július 10.     | 0    | 0   | Baróti VSC                                                                         |
| 17  | FW    | Bajkó Barna           | 1984. május 16.      | 13   | 10  | FK Csíkszereda                                                                     |
| 22  | FW    | Rajmond Bálint        | 1993. december 8.    | 1    | 0   | Székelyudvarhelyi FC                                                               |
| 23  | FW    | János Norbert         | 1998. május 30.      | 0    | 0   | FC Universitatea Cluj                                                              |

Msz = Mezszám, Vál.=válogatottság, GK=kapus, DF=hátvéd, MF=középpályás, FW=csatár

## Szakmai stáb
Utoljára frissítve: 2014. július 7-én.
- szövetségi kapitány: Jakab Zoltán (Farkaslaka község)
- edző: Botorok János (Hargita megye)
- edző: Novák Vilmos (Maros megye)
- ügyintéző: Ádámosi Béla
- gyúró: Balogh Ödön (FK Székelyudvarhely)
- elnök: Wenczel Kristóf (Székelyföldi Labdarúgó Egyesület)